# Эберсвальдский троллейбус
Эберсвальдский троллейбус — троллейбусная система города Эбервальде является одной из трёх, на данный момент, функционирующих троллейбусных систем Германии, наряду с Эслингеном-на-Неккаре и Золингеном. Работает с 1940 года и на данный момент оперируется компанией BBG (Barnimer Busgesellschaft). 
861 (Ostend - Brandenburgisches Viertel - Kleiner Stern)
862 (Nordend - Kleiner Stern)
910 (Südend - Kleiner Stern - Finowfurt)
На данный момент линейно эксплуатируются 14 транспортных средств, работающие от постоянного тока 600 V
| Модель                       | Статус   | Кол-во единиц ПС (на момент августа 2025) |
| ---------------------------- | -------- | ----------------------------------------- |
| Solaris Trollino III 18      | Линейный | 12                                        |
| Solaris Trollino IV 18 Kiepe | Линейный | 2                                         |